# Univerzita v Galwayi
Univerzita v Galwayi (anglicky: University of Galway, irsky: Ollscoil na Gaillimhe) je veřejném výzkumná univerzita sídlící v irském městě Galway.Byla založena v roce 1845 jako Queen's College, Galway. Od roku 1997 do roku 2022 se jmenovala National University of Ireland Galway. Od roku 2022 nese oficiální název University of Galway. Je členem Coimbra Group. Univerzitní kampus se nachází v blízkosti centra města a rozprostírá se podél řeky Corrib. Nejstarší část univerzity, Quadrangle s Aula Maxima, byla navržena Johnem Benjaminem Keanem v architektonickém stylu tudorovské gotiky a je to replika Christ Church, jedné z kolejí Oxfordské univerzity. Až do roku 2007 byla univerzita rozdělena na sedm fakult. V letech 2007–2008 přešla univerzita ze struktury fakult a kateder na strukturu pěti vysokých škol rozdělených do různých škol. V roce 2022 měla univerzita asi 20 000 studentů. Zahraniční studenti tvořily asi 12 procent. Podle QS World University Rankings 2025 je Univerzita v Galwayi 98. nejlepší vysokou školou v Evropě.